# Kharela
Kharela là một thị xã và là một nagar panchayat của quận Mahoba thuộc bang Uttar Pradesh, Ấn Độ.

## Địa lý
Kharela có vị trí 25°33′B 79°49′Đ / 25,55°B 79,82°Đ Nó có độ cao trung bình là 145 mét (475 feet).

## Nhân khẩu
Theo điều tra dân số năm 2001 của Ấn Độ, Kharela có dân số 13.466 người. Phái nam chiếm 54% tổng số dân và phái nữ chiếm 46%. Kharela có tỷ lệ 54% biết đọc biết viết, thấp hơn tỷ lệ trung bình toàn quốc là 59,5%: tỷ lệ cho phái nam là 65%, và tỷ lệ cho phái nữ là 41%. Tại Kharela, 17% dân số nhỏ hơn 6 tuổi.